# Desmatogaster
Desmatogaster is een monotypisch geslacht van kevers uit de familie van de klopkevers (Anobiidae).

## Soort
- Desmatogaster subconnatus Fall, 1920